# Ilıcaköy, Hınıs
Ilıcaköy là một xã thuộc huyện Hınıs, tỉnh Erzurum, Thổ Nhĩ Kỳ. Dân số thời điểm năm 2011 là 9 người.